# Fédération des ateliers de psychanalyse
La Fédération des ateliers de psychanalyse (FAP) est une association lacanienne de psychanalyse française fondée en 1982.

## Historique
La Fédération des ateliers de psychanalyse « réunit un nombre variable d'ateliers autonomes, issus du Collectif Evénements psychanalyse (Paris) ». Fondée en 1982, elle est l'une des associations, une vingtaine environ, résultant du morcellement de la communauté psychanalyse française, à partir des années 1950.
En 1980, à la dissolution de l'École freudienne de Paris, un groupe de psychanalystes majoritairement signataires du référé contre la dissolution de l'EFP fondent une association provisoire appelée "Entre-Temps". Issue du bulletin Entre-temps, la Fédération Espaces psychanalytiques (FEP) regroupe au départ d'« anciens signataires du référé réunis en une Association des ateliers de psychanalyse (AAP) » ainsi qu'en un « Collectif Événement psychanalyse (CEP) »,. En 1982, huit psychanalystes, Pierre Delaunay, Michel Guibal, Francis Hofstein, Philippe Lévy, Lucien Mélèse, Dora Yankélevich, Hector Yankélevich et Radmila Zygouris, décident de créer la Fédération des ateliers de psychanalyse, après la dissolution d'Entre-Temps.
Quand elle dresse l' « état des lieux » d'une « France freudienne » en 1985, Élisabeth Roudinesco date son apparition à 1983 et estime alors le nombre de ses membres à 117.

## Position critique envers le pouvoir institutionnel
Selon Jean-Claude Polack, la position de la Fédération des ateliers de psychanalyse est celle d'une conception laïque de la psychanalyse qui se base sur une reconnaissance mutuelle de ses membres et fait en sorte « qu’aucun membre ne puisse prendre le pouvoir sur les autres à quelque titre que ce soit ». Dans « le paysage polémique des écoles freudiennes ou lacaniennes », une mise en question des formes de pouvoir et de dogmatisme qui s'y exercent  peut faire apparaître l'expérience « singulière », écrit Jean-Claude Polack en 2007 pour introduire la présentation critique d'un bilan provisoire du travail collectif d’analyse institutionnelle établi, lors de Journées de travail de l'association.
Rappelant comment la Fédération « s’est écartée historiquement d’un certain type d’institutionnalisation psychanalytique », ce qui lui fait poser la question d'une réaction au passif d'une scission de l’école de Lacan, Françoise Jumeau-Rudelle envisage l'avenir d'un décalage nécessaire par rapport à une situation devenue différente aujourd'hui. Paul Machto, par ailleurs psychiatre à Montfermeil où a été mis en place un centre de jour, et soucieux de « ce que vient faire la démocratie en psychiatrie » non sans se référer à ce propos au courant alternatif de l'antipsychiatrie des années 1970 , s'interroge quant à lui au sein de cet échange entre membres du Collectif, et dans le sillage d'un Jean Oury, sur sa propre pratique psychiatrique, « institutionnelle, référencée à la psychanalyse, dans ce qui se nomme “la psychothérapie institutionnelle” ».